# Pygomeles trivittatus
Espèce
Synonymes
- Androngo trivittatus (Boulenger, 1896)
- Scelotes trilineatus Angel, 1942
- Androngo trivittatus trilineatus (Angel, 1942)

Statut de conservation UICN

 LC  : Préoccupation mineure
Pygomeles trivittatus est une espèce de sauriens de la famille des Scincidae.

## Répartition
Cette espèce est endémique de Madagascar.

## Liste des sous-espèces
Selon The Reptile Database (11 septembre 2015) :
- Pygomeles trivittatus trilineatus (Angel, 1942)
- Pygomeles trivittatus trivittatus Boulenger, 1896

## Publications originales
- Angel, 1942 : Les Lézards de Madagascar, p. 1-193.
- Boulenger, 1896 : Descriptions of new lizards from Madagascar. Annals and Magazine of Natural History, sér. 6, vol. 17, p. 444-449 (texte intégral).